# イーダ (映画)
『イーダ』（Ida）は2013年のポーランド・デンマークのドラマ映画。
監督はパヴェウ・パヴリコフスキ、出演はアガタ・チュシェブホフスカとアガタ・クレシャなど。
1960年代初頭のポーランドを舞台に、修道院で孤児として育てられた18歳の少女が、実の叔母との旅を通じて自らの過去の秘密を知るとともに、戦中・戦後のポーランドがたどった過去の暗部が明らかになってくるさまを描いている。
日本では2013年11月30日から12月13日にかけて開催された「ポーランド映画祭2013」で初上映された。
その後、欧米での高い評価を受け、2014年8月2日に一般劇場公開された。

## ストーリー
1962年のポーランド。孤児として修道院で育てられた18歳の少女アンナは、院長から唯一の肉親である叔母ヴァンダの存在を知らされるとともに、修道女の誓いを立てる前に会っておくように言われる。ヴァンダの家にやって来たアンナは、ヴァンダから自分の本名がイーダであり、ユダヤ系であること、そして亡き両親の墓はなく、どこに埋められているのかもわからないことを知らされる。イーダは自らの出自を知るためにヴァンダと旅に出る。2人は戦時中に両親を匿っていたシモンのもとを訪ねる。入院中のシモンにヴァンダはどうやって少年を殺したのか詰め寄る。実はヴァンダには幼い息子がおり、姉でイーダの母であるルージャに預けていたのだが、姉の家族とともに殺されていたのである。その夜、イーダのもとにシモンの息子フェリクスが訪れる。老い先短い父シモンを安らかに眠らせて欲しいと懇願するフェリクスは、代わりにルージャらを埋めた場所を教えると約束する。そして、埋葬された場所を掘り起こしたフェリクスは、イーダの両親とヴァンダの息子を殺したのはシモンではなく、自分であること、そして生まれたばかりでユダヤ人とは気付かれないイーダを神父に預けたことを告白する。イーダとヴァンダは遺骨を故郷ルブリンの家族の墓に埋葬する。
元の生活に戻ったイーダは修道女アンナとして生きていくことになる。一方、ヴァンダは自宅アパートの窓から飛び降り自殺する。ヴァンダの家を片付け、葬儀に出席したイーダは叔母との旅で出会ったサックス奏者の青年リスと再会し、2人は結ばれる。リスはイーダに結婚を申し込むが、翌朝、イーダは眠るリスをベッドに残し、修道女として帰路につく。

## キャスト
- アンナ（イーダ・レベンシュタイン）: アガタ・チュシェブホフスカ（英語版、ポーランド語版） - 修道院で育てられた18歳の少女。
- ヴァンダ・グルーズ: アガタ・クレシャ（英語版、ポーランド語版） - イーダの叔母（母ルージャの妹）。
- リス: ダヴィット・オグロドニック（英語版、ポーランド語版） - イーダとヴァンダが出会ったサックス奏者。
- シモン・スキバ: イェジー・トレラ（英語版、ポーランド語版） - イーダの両親の最期を知る男。
- フェリクス・スキバ: アダム・シシュコフスキ（ポーランド語版） - シモンの息子。
- 修道院長: ハリナ・スコチンスカ（ポーランド語版）
- 歌手: ヨアンナ・クーリク

## テーマ曲
- バッハのコラール前奏曲『イエスよ、わたしは主の名を呼ぶ』(BWV639)

## 作品の評価

### 映画批評家によるレビュー
アメリカの新聞社「ニューヨーク・タイムズ」は「近年公開されたヨーロッパ映画の中で最も優れた作品」と評しており、また同紙によれば欧米で85万人を動員した。
Rotten Tomatoesによれば、批評家の一致した見解は「共感を持って書かれ、見事に演じられ、そして美しく撮られた『イーダ』は、パヴェウ・パヴリコフスキ監督が自らのルーツを再訪し、力強い効果を上げている。」であり、164件の評論のうち高評価は96%にあたる157件で、平均点は10点満点中8.4点となっている。
Metacriticによれば、35件の評論のうち、高評価は34件、賛否混在は1件、低評価はなく、平均点は100点満点中91点となっている。

### 受賞歴
ワルシャワ国際映画祭でグランプリを獲得、その後イギリス、トロントなど世界の映画祭で話題となった。
2014年12月にヨーロッパ映画アカデミー主催のヨーロッパ映画賞で作品・監督・脚本・撮影の4冠を受賞した。
2015年2月に第87回アカデミー賞の外国語映画賞を受賞した。